# Peggy Rea
Peggy Rea (Los Angeles, 31 maart 1921 – Toluca Lake in San Fernando Valley, 5 februari 2011) was een bekende Amerikaanse actrice, die vooral bekend werd als Lulu Hogg in The Dukes of Hazzard. Later speelde ze Jean Kelly in Grace Under Fire. Ook speelde ze vaste rollen in series als The Waltons en Step by Step.

## Filmografie
- Grace Under Fire (televisieserie) – Jean Kelly (37 afl., 1994–1998)
- Meego (televisieserie) – Nana (afl. "Mommy 'n' Meego", 1997)
- Devil in a Blue Dress (1995) – Carters secretaresse
- Kansas (televisiefilm, 1995) – rol onbekend
- Nothing But the Truth (televisiefilm, 1995) – Flora
- A Walton Thanksgiving Reunion (televisiefilm, 1993) – Rose
- Made in America (1993) – Alberta, Jackson Motors secretaresse
- Love Field (1992) – Mrs. Heisenbuttal
- Step by Step (televisieserie) – Ivy Baker (19 afl., 1991–1992)
- Monsters (televisieserie) – rol onbekend (afl. "Small Blessings", 1990)
- The Golden Girls (televisieserie) – Mrs. Contini (afl. "Wam, Bam, Thank You, Mammy", 1990)
- Angel of Death (televisiefilm, 1990) – Marci
- Cross of Fire (televisiefilm, 1989) – Eunice Schultz
- In Country (1989) – Mamaw
- Curfew (1989) – Mrs. Mary Cox
- Mathnet (televisieserie) – Gracie (afl. "The Case of the Missing Air", 1988)
- MacGyver (televisieserie) – rol onbekend (afl. "Every Time She Smiles", 1986)
- The Dukes of Hazzard (televisieserie) – Lulu Hogg (14 afl., 1979–1985)
- The Waltons (televisieserie) – Rose Burton (39 afl., 1978–1981)
- One Day at a Time (televisieserie) – Emily (afl. "Julie's Wedding: Part 2", 1979)
- The Cracker Factory (televisiefilm, 1979) – Pomeroy
- Quincy, M.E. (televisieserie) – Mrs. Rhodes (afl. "Promises to Keep", 1979)
- All in the Family (televisieserie) – Martha Birkhorn (afl. "Barney the Gold Digger", 1979)
- The Gift of Love (televisiefilm, 1978) – Mrs. Mooney
- Charlie's Angels (televisieserie) – Bridget (afl. "Mother Angel", 1978)
- Kate Bliss and the Ticket Tape Kid (televisiefilm, 1978) – vrouw in trein
- The Bastard (televisiefilm, 1978) – rol onbekend
- A Rainy Day (1978) – Mrs. Jewels
- How the West Was Won (Mini-serie, 1977) – Mother Tice (Episodes 1 & 2)
- Lipstick (1976) – verslaggever
- The Amazing Cosmic Awareness of Duffy Moon (televisiefilm, 1976) – rol onbekend
- Maude (televisieserie) – Clara (afl. "Walter's Stigma", 1976)
- Bronk (televisieserie) – Mrs. Roy (afl. "Terror", 1975)
- Ellery Queen (televisieserie) – Madge Velie (afl. "The Adventure of Auld Lang Syne", 1975)
- Promise Him Anything (televisiefilm, 1975) – moeder
- Win, Place or Steal (1975) – Josephine
- The Magician (televisieserie) – Emma (afl. "The Illusion of the Deadly Conglomerate", 1974)
- Blood Sport (televisiefilm, 1973) – Mrs. Birdsong
- Stat! (televisiefilm, 1973) – Doris Runyon
- Mannix (televisieserie) – Ruby (afl. "To Quote a Dead Man", 1973)
- The Doris Day Show (televisieserie) – rol onbekend (afl. "Hospital Benefit", 1973)
- Medical Center (televisieserie) – huiseigenares (afl. "Judgement", 1973)
- Adam-12 (televisieserie) – Sandra Quillan (afl. "Clear with a Civilian: Part 1", 1973)
- Hunter (televisiefilm, 1973) – rol onbekend
- The Odd Couple (televisieserie) – Mrs. Rycoff (afl. "The Princess", 1972)
- Love, American Style (televisieserie) – rol onbekend (afl. "Love and Happy Days", 1972)
- Ironside (televisieserie) – huiseigenares (afl. "Dear Fran...", 1971)
- All in the Family (televisieserie) – Cousin Bertha (2 afl., 1971)
- Gunsmoke (televisieserie) – Mrs. Roniger (2 afl., 1967, 1971)
- What's the Matter with Helen? (1971) – Mrs. Schultz
- Cold Turkey (1971) – Mrs. Proctor
- Bonanza (televisieserie) – Clara (afl. "For a Young Lady", 1971)
- The Immortal (televisieserie) – Mrs. Strom (afl. "To the Gods Alone", 1970)
- The Red Skelton Show (televisieserie) – vaste artiest (afl. "Freddie's Desperate Hours", 1970)
- Marcus Welby, M.D. (televisieserie) – Mrs. Baker (2 afl., 1969, 1970)
- Death Valley Days (televisieserie) – rol onbekend (afl. "Old Stape", 1969)
- The Learning Tree (1969) – Miss McClintock
- The Good Guys (televisieserie) – non (afl. "The Best Ship of All Is Friendship", 1969)
- It Takes a Thief (televisieserie) – rol onbekend (afl. "A Case of Red Turnips", 1968)
- Mission: Impossible (televisieserie) – werkster (afl. "The Phoenix", 1968)
- Gunsmoke (televisieserie) – Rosey (afl. "O'Quillian", 1968)
- Mannix (televisieserie) – verpleegster Hollister (afl. "Edge of the Knife", 1968)
- Mannix (televisieserie) – Anne (afl. "Delayed Action", 1968)
- Valley of the Dolls (1967) – stemcoach (niet op aftiteling)
- The Wild Wild West (televisieserie) – Wife of Bright Star Chief (afl. "The Night of the Green Terror", 1966)
- Family Affair (televisieserie) – Miss Peters (afl. "Marmalade", 1966)
- Run Buddy Run (televisieserie) – rol onbekend (afl. "Steam Bath & Chicken Little", 1966)
- Walk Don't Run (1966) – Russian Shot Putter (niet op aftiteling)
- The Long, Hot Summer (televisieserie) – Emma Lou Macey (afl. "Carlotta, Come Home", 1966)
- Gidget (televisieserie) – dikke dame (afl. "Like Voodoo", 1966)
- Gunsmoke (televisieserie) – eigenaresse jurkenwinkel (afl. "Outlaw's Woman", 1965)
- Strange Bedfellows (1965) – Mavis Masters
- Dr. Kildare (televisieserie) – verpleegster Carrie (afl. "Please Let My Baby Live", 1965)
- The Man from U.N.C.L.E. (televisieserie) – Revivalist (afl. "The Love Affair", 1965)
- Looking for Love (1964') – familielid (niet op aftiteling)
- Burke's Law (televisieserie) – Sylvia Lewis (afl. "Who Killed the Eleventh Best Dressed Woman in the World?", 1964)
- Channing (televisieserie) – Samantha (afl. "Christmas Day Is Breaking Wan", 1964)
- Dr. Kildare (televisieserie) – verpleegster O'Hara (afl. "Goodbye Mr. Jersey", 1964)
- 7 Faces of Dr. Lao (1964) – Mrs. Peter Ramsey
- Dr. Kildare (televisieserie) – Mrs. Gitner (afl. "The Dark Side of the Mirror", 1963)
- Gunsmoke (televisieserie) – dame (afl. "Easy Come", 1963)
- The Eleventh Hour (televisieserie) – Dr. McCarthy (afl. "The Middle Child Gets All the Aches", 1963)
- Ben Casey (televisieserie) – Lois Kelly (afl. "La Vie, La Vie Interieure", 1963)
- Have Gun - Will Travel (televisieserie) – Maggie (afl. "American Primitive", 1963)
- Have Gun - Will Travel (televisieserie) – rol onbekend (afl. "Bob Wire", 1963)
- Have Gun - Will Travel (televisieserie) – weduwe (afl. "The Hanging of Aaron Gibbs", 1961)
- Have Gun - Will Travel (televisieserie) – rol onbekend (afl. "The Search", 1960)
- Have Gun - Will Travel (televisieserie) – Cookie (afl. "Maggie O'Bannion", 1959)
- Have Gun - Will Travel (televisieserie) – Lulu (afl. "The Colonel and the Lady", 1957)
- I Love Lucy (televisieserie) – clubvrouw (afl. "No Children Allowed", 1953)
- I Love Lucy (televisieserie) – verpleegster (afl. "Lucy Goes to the Hospital", 1953)

- Gemeinsame Normdatei: 120801613X
- International Standard Name Identifier: 0000 0004 1854 0689
- Library of Congress Control Number: no2013088905
- SNAC: w6h839qh
- Virtual International Authority File: 305236812
- WorldCat: E39PBJpPCbKxCjRbFrv3TYCmh3